# Hängslen (tak)
Hängslen kallas de parvis sammanfogade störar som läggs över takåsen på halmtak för att sammanhålla halmen.